# Tomasz Lengren
Tomasz Lengren (ur. 7 marca 1945 w Lublinie, zm. 9 lipca 2008 w Warszawie) – polski aktor, reżyser i wykładowca sztuki aktorskiej.

## Życiorys

### Wczesne lata
Jego matka, Zofia (1919–1989), była pielęgniarką i sanitariuszką, ojciec, grafik Zbigniew Lengren (1919–2003), mieszkał w Toruniu i poznali się, gdy ranny leżał w szpitalu. Urodził się w Lublinie. Dzieciństwo spędził w Warszawie z młodszą siostrą Katarzyną (ur. 1951). Ukończył studia w ASP w Warszawie na Wydziale Architektury Wnętrz (1972) oraz PWSFTViT w Łodzi na Wydziale Reżyserii Filmowej i Telewizyjnej (1976).

## Praca aktorska

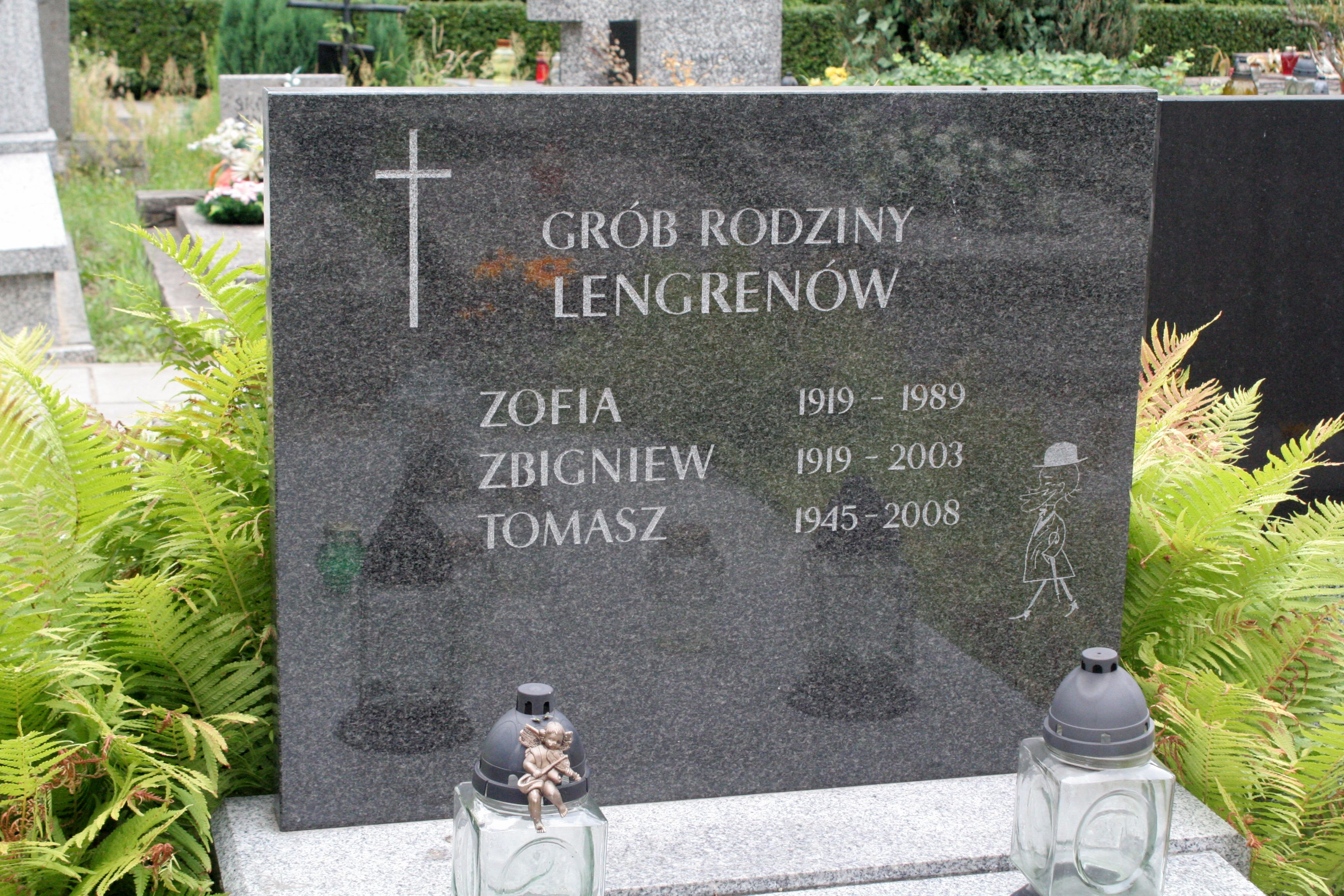
Grób rodziny Lengrenów na Cmentarzu Wojskowym na Powązkach w Warszawie

Jako aktor był autodydaktą (samoukiem). Na przestrzeni lat występował w filmach wielu polskich reżyserów - m.in. Waleriana Borowczyka, Krzysztofa Kieślowskiego, Andrzeja Munka oraz Andrzeja Wajdy. Stworzył niezapomniane role charakterystyczne oraz epizody aktorskie m.in. w filmach Personel, Trzeba zabić tę miłość, Dzieje grzechu, Ziemia obiecana. Zagrał też główną rolę w filmie Klincz (1979).

## Reżyser
Tomasz Lengren był nagradzanym reżyserem filmów dokumentalnych i fabularnych („Tanie pieniądze”, „Choinka strachu”). Reżyser fabularnego cyklu „Portret współczesnej prozy polskiej”, składającego się z 17 filmów, m.in. „Numery” według prozy Olgi Tokarczuk, „Rozpacz z powodu utraty furmanki” według Jerzego Pilcha, „Oficer i dezerter” według Tadeusza Siejaka, „Kwazimodo” według Dariusza Bitnera.

## Praca pedagogiczna
Był adiunktem Wydziału Reżyserii Filmowej i Telewizyjnej w PWSFTViT w Łodzi, wykładał również w Podyplomowym Studium Public Relations oraz Akademii Telewizyjnej TVP.

## Śmierć
Zmarł 9 lipca 2008 w Warszawie na raka w wieku 63 lat.
Pochowany na cmentarzu Powązki Wojskowe w Warszawie (kwatera K-4-58).

## Filmografia - role aktorskie
Filmografia ta wymienia tylko ważniejsze role i epizody:
- Eroica (1957), jako harcerz, reż. Andrzej Munk, według scenariusza Jerzego Stefana Stawińskiego
- Polowanie na muchy (1969), jako bywalec klubu,  reż. Andrzej Wajda, według scenariusza Janusza Głowackiego
- Hydrozagadka (1970), jako facet na zabawie, reż. Andrzej Kondratiuk, według scenariusza Andrzeja Bonarskiego i Andrzeja Kondratiuka
- Kolumbowie (1970), jako radiotelegrafista Grześ, reż. Janusz Morgenstern, według scenariusza Romana Bratnego
- Krajobraz po bitwie (1970), jako żołnierz amerykański, reż. Andrzej Wajda, według scenariusza Andrzeja Wajdy i Andrzeja Brzozowskiego
- Rejs (1970), jako uczestnik rejsu reż. Marek Piwowski, według scenariusza Janusza Głowackiego i Marka Piwowskiego
- Nie lubię poniedziałku (1971), jako pasażer samolotu, reż. i scen. Tadeusz Chmielewski
- Trzeba zabić tę miłość (1972), jako Staszek, reż. Janusz Morgenstern, według scenariusza Janusza Głowackiego
- Ziemia obiecana (1974), jako majster Kesslera, reż. i scen. Andrzej Wajda
- Dzieje grzechu (1975), jako Fajtaś, reż. i scen. Walerian Borowczyk
- Personel (1975), jako krojczy Romek, reż. i scen. Krzysztof Kieślowski
- Układ krążenia (1977), jako trener drużyny piłkarskiej, reż. Andrzej Titkow, według scenariusza Aleksandra Minkowskiego
- Aktor (1977), jako kolega z wojska, reż. Piotr Andrejew,  reż. i scen. Piotr Andrejew
- Klincz (1979), jako Jerzy Olejniczak - Olej, reż. Piotr Andrejew, według scenariusza Filipa Bajona i Piotra Andrejewa – rola główna
- Klakier (1982), jako wokalista w lokalu, reż. Janusz Kondratiuk, według scenariusza Janusza Kondratiuka i Włodzimierza Preyssa
- Przesłuchanie (1982), jako Kazimierz Olcha, reż. i scen. Ryszard Bugajski
- Choinka strachu (1982), reż. Tomasz Lengren, według scenariusza Janusza Głowackiego
- Czuję się świetnie (1983), jako nauczyciel, reż. Waldemar Szarek, według scenariusza Jacka Skalskiego
- Tulipan (1986), reż. Janusz Dymek, według scenariusza Andrzeja Swata
- Tanie pieniądze (1985), jako Zygmunt Ozdoba, reż. Tomasz Lengren, według scenariusza Jacka Bielińskiego, Andrzeja Brzozowskiego i Tomasza Lengrena
- Zabij mnie glino (1987), jako Kwapiński, reż. i scen. Jacek Bromski
- Kochaj i rób co chcesz (1997), jako Wiesio Ślaski, reż. Robert Gliński, według scenariusza Michała Arabudzkiego
- Sztos (1997), jako kochanek matki Beaty, reż. Olaf Lubaszenko, według scenariusza Jerzego Kolasy
- Na dobre i na złe (2002–2008), jako Robert i Stefan Dobosz (2 role), reż. Krzysztof Rogala, Marcin Mayzel, według scenariusza Agnieszki Krakowiak i Renaty Frydrych
- Zróbmy sobie wnuka (2003), jako policjant Szwendas, reż. Piotr Wereśniak
- Oda do radości (2005), jako ojciec Wiktora, reż. i scen. Maciej Migas
- Parę osób, mały czas (2005), jako fotograf, reż. i scen. Andrzej Barański
- Faceci do wzięcia (2006), jako Błażej Koniczek, reż. Janusz Kondratiuk, według scenariusza Zbigniewa Kamińskiego
- Kryminalni (2006), jako Pawlik (odc. 42)
- Ekipa (2007), jako prezes koncernu medialnego, reż. Kasia Adamik, według scenariusza Dominika Rettingera

## Filmografia - reżyseria
- Brygada majstra Mortala (1976) Reżyseria
- Kaskaderzy (1976) Reżyseria, Scenariusz
- Wieczór autorski (1976) Reżyseria, Scenariusz
- Pomniejszenie (1976) Reżyseria
- Namysłowski (1978) Reżyseria
- Wszyscy tu po mnie przyjdziecie (1981) Reżyseria, Scenariusz
- Pomnik (1981) Reżyseria
- Milczenie Realizacja
- Tanie pieniądze Reżyseria - film fabularny
- Ludzie i rzeczy - Stefan Chwin Reżyseria
- Dziad domniemany Realizacja, Scenariusz
- Dusza słowiańska w bezdusznych czasach Reżyseria, Scenariusz
- Adam Loret - szkic do portretu Reżyseria
- Kwazimodo Reżyseria